# Apiaoeki Tumpa
Apiaoeki Tumpa († 28. März 1892) wird von den Guaraní in Bolivien als Volksheld verehrt. Er war der Anführer des Aufstandes der Guaraní im bolivianischen Gran Chaco, als sie sich gegen die Ausbeutung durch die weiße Oligarchie zur Wehr setzten. Am 28. Januar 1892 kam es bei Kuruyuky zu einem Massaker durch die Armee des damaligen Präsidenten Aniceto Arce, bei dem über 6000 Guaraní ihr Leben verloren und ihr Anführer Apiaoeki Tumpa gefangen genommen wurde. Am 28. März des gleichen Jahres wurde er auf dem Hauptplatz von Monteagudo (Departamento Chuquisaca) auf grausame Art hingerichtet.
Dieser Artikel basiert auf dem Artikel Apiaoeki Tumpa (Memento vom 1. Juli 2010 im Internet Archive) aus der freien Enzyklopädie Indianer-Wiki (Memento vom 18. März 2010 im Internet Archive) und steht unter Creative Commons by-sa 3.0. Im Indianer-Wiki war eine Liste der Autoren (Memento vom 1. Juli 2007 im Internet Archive) verfügbar.
| Personendaten    | Personendaten                      |
| ---------------- | ---------------------------------- |
| NAME             | Tumpa, Apiaoeki                    |
| KURZBESCHREIBUNG | bolivianischer indigener Volksheld |
| GEBURTSDATUM     | 19. Jahrhundert                    |
| STERBEDATUM      | 28. März 1892                      |